# 徐华新
徐华新（1943年—），字霄阳，中国当代焦墨山水画家，浙江绍兴人，毕业于浙江大学美术学院，年少时师从陆俨少。创造出了多部中国传统的焦墨山水画与西画素描相结合的新作。现担任中国国际书画院院长和清华大学美术学院老教授书画院画家。

## 主要作品
- 《南巡之路》（纪念邓小平诞辰100周年所作）
- 《中山魂》（为孙中山纪念馆所作）
- 《万水干山》（纪念毛泽东诞辰110周年而作）